# C/2010 X1 (Elenin)
C/2010 X1 (Elenin) war ein Komet, der in den Jahren 2010 und 2011 beobachtet werden konnte. Bei Annäherung an die Sonne löste er sich Anfang September 2011 kurz vor Durchlaufen des sonnennächsten Punkts seiner Bahn auf.

## Entdeckung und Beobachtung
Der Komet wurde von Leonid Elenin in Russland auf vier Aufnahmen entdeckt, die am 10. Dezember 2010 mit einem 45-cm-Astrographen des International Scientific Optical Network (ISON) in New Mexico gemacht worden waren. Er gab die Helligkeit mit etwa 19,5 mag an. Innerhalb eines halben Tages wurde die Entdeckung durch weitere Beobachtungen bestätigt. Der Komet war zu dieser Zeit noch etwa 4,2 AE von der Sonne entfernt.
Eine verbesserte Bahnberechnung konnte in der zweiten Dezemberhälfte erstellt werden, und der Komet wurde von mehreren Observatorien weiter beobachtet. Bis Anfang April 2011 war die Helligkeit bis auf etwa 16,5 mag angewachsen, am 5. April konnte der Komet erstmals visuell mit einem Teleskop in Spanien bei 15 mag Helligkeit beobachtet werden. Bis Ende Juni war die Helligkeit bis auf 10,5 mag gestiegen, was heller als erwartet war. Da sich der Komet nun weiter in den Südhimmel bewegte, konnte er danach nicht mehr von der Nordhalbkugel gesehen werden.
Auf der Südhalbkugel wurde er weiter beobachtet, und seine Helligkeit stieg zunächst bis auf etwa 8 mag am 21. August. Innerhalb der nächsten 24 Stunden hatte die Helligkeit aber bereits wieder um eine halbe Größenklasse abgenommen. Ende August wurde eine Helligkeit von 9,4 mag angegeben und der Komet erschien verwaschen. In den folgenden Tagen konnte beobachtet werden, wie der Komet zerbrach und sich schließlich auflöste. Ab September konnten bis zum November nur noch undeutliche Spuren von ihm festgestellt werden.
Elenin erhielt dafür im Jahr 2011 gemeinsam mit vier Entdeckern anderer Kometen den Edgar Wilson Award.

## Auswirkungen auf den Zeitgeist
Die vorhergesagte Annäherung des Kometen an die Erde im Oktober 2011 wurde im Vorfeld von einigen Medien und Verschwörungstheoretikern zu einem Katastrophenszenario im Zusammenhang mit dem angeblichen Weltuntergang 2012 aufgebauscht.

## Wissenschaftliche Auswertung
Als der Komet noch etwa 3 AE von der Sonne entfernt war, wurde er mit dem BTA-6-Teleskop des Selentschuk-Observatoriums untersucht. Es wurde ein Masseverlust von 6 kg/s geschätzt. In der Koma konnten Moleküle wie CN und C3 festgestellt werden und die Gasproduktionsrate wurde ermittelt.
Der genaue Verlauf der Entwicklung des Kometen bis zu seiner Auflösung wurde eingehend analysiert. Für den Kern wurde vor seiner Auflösung ein ungefährer Radius von 0,6 km abgeleitet. Nach dem Zerfall waren keine Bruchstücke mit einem größeren Radius als 40 m festzustellen. Als Ursache für die Auflösung wird eine zunehmend instabile Rotation, hervorgerufen durch den Massenverlust, in Erwägung gezogen.
Mit einer neuartigen Methode, bei der aus der gemessenen Helligkeitsverteilung in der Koma durch ein mathematisches Modell auf die absolute Helligkeit des Kerns geschlossen wird, wurde aus einer photometrischen Beobachtung des Kometen vom 21. April 2011 ein effektiver Durchmesser des Kerns von 860 ± 60 m abgeleitet.
Da für den Kometen hinreichende Daten vorlagen über die auf ihn einwirkenden nicht-gravitativen Kräfte durch Ausgasung insbesondere von Wasser und ebenso über die Menge an sublimierendem Wasser (für den Kometen standardisiert in 1 AE Abstand von der Sonne in der Größenordnung von 7,4∙1027 Molekülen pro Sekunde, entsprechend etwa 220 kg/s), konnte in einer Untersuchung von 2022 der Durchmesser des Kometenkerns mit zwei verschiedenen Methoden neu abgeschätzt werden. Es wurde dafür ein Wert von 0,6–0,8 km gefunden. Ein so kleiner Kometenkern war prädestiniert für eine zunehmend beschleunigte Rotation, ausgelöst durch Ausgasungsdrehmomente von sublimierendem Wassereis, was als plausibelste Erklärung schließlich zu seinem Zerfall führte.
Zur Zeit, als der Komet die Erde hätte passieren sollen, wurde mit dem PACS-Instrument des Herschel-Weltraumteleskops nach Überresten von ihm gesucht. Es wurden aber keine Bruchstücke mit einem Durchmesser größer als 260 m und keine Körper größer als ein Millimeter in der sich ausdehnenden Staubwolke gefunden.

## Umlaufbahn
Für den Kometen konnte aus 2235 Beobachtungsdaten über einen Zeitraum von 271 Tagen eine temporär hyperbolische Umlaufbahn bestimmt werden, die um rund 2° gegen die Ekliptik geneigt war. Die Bahn des Kometen verlief damit nahezu in der gleichen Ebene wie die der Planeten. Im sonnennächsten Punkt (Perihel), den der Komet am 10. September 2011 durchlaufen hätte, wäre er etwa 72,2 Mio. km von der Sonne entfernt gewesen und hätte sich zwischen den Umlaufbahnen des Merkur und der Venus bewegt. Bereits am 20. Dezember 2008 war er sehr dicht in etwa 2 ⅔ AE Distanz am Saturn vorbeigegangen und am 28. August 2011 hatte er sich der Venus bis auf etwa 145,2 Mio. km genähert, dem Merkur und Mars kam er nicht nennenswert nahe. 
Wäre er nicht zerfallen, hätte er die größte Annäherung an die Erde am 16. Oktober in einer Distanz von etwa 34,9 Mio. km (0,23 AE) erreicht. Außerdem hätte er sich der Erdbahn um den 20/21. Oktober 2011 sogar bis auf einen sehr geringen Abstand von 4,6 Mio. km angenähert, das entspricht knapp dem 12-fachen mittleren Abstand Erde–Mond. Die Erde erreichte diese Stelle ihrer Bahn aber erst zwei Wochen später um den 3. November.
Nach den Bahnelementen, wie sie in der JPL Small-Body Database angegeben sind und die nicht-gravitative Kräfte auf den Kometen berücksichtigen, erhielte man für die ursprüngliche Bahn lange vor der Annäherung an das innere Sonnensystem eine elliptische Charakteristik mit einer Exzentrizität von 0,999991. Bei einer Großen Halbachse von etwa 50.000 AE (etwa 0,8 Lichtjahre) hätte seine Umlaufzeit bei mehr als 10 Mio. Jahren gelegen. Der Komet kam danach aus der Oortschen Wolke und erlebte möglicherweise als „dynamisch neuer“ Komet seine erste Passage durch das innere Sonnensystem. Dies könnte auch seinen unerwarteten Helligkeitsanstieg bei Annäherung an die Sonne und seinen Zerfall durch innere Instabilitäten erklären.
In einer Untersuchung aus dem Jahr 2013 konnten Królikowska und Dybczyński jedoch zeigen, dass die beobachtete Bahn des Kometen durch einen rein gravitativen Ansatz, das heißt ohne Berücksichtigung nicht-gravitativer Kräfte, wesentlich besser beschrieben werden kann, vor allem wenn für die Bestimmung der Bahnparameter nur Beobachtungen verwendet werden, bevor der Komet erste Anzeichen eines bevorstehenden Zerfalls zeigte. Außerdem bestimmten sie Werte für die ursprüngliche Bahnform lange vor dem Durchgang durch das innere Sonnensystem und erhielten ebenfalls als Ergebnis, dass der Komet sich vor seiner Annäherung an die Sonne auf einer elliptischen Bahn bewegte. In einer weiteren Untersuchung von 2015 konnten sie durch eine Simulation der Kometendynamik mit statistischen Verfahren unter zusätzlicher Berücksichtigung der Anziehungskräfte der galaktischen Scheibe und des galaktischen Zentrums sowie gravitativ störender Sterne in der Sonnenumgebung die Daten noch etwas optimieren, allerdings hatten diese zusätzlichen Effekte nur einen sehr geringen Einfluss.
In einer Untersuchung aus dem Jahr 2020 revidierte M. Królikowska ihre Bahnbestimmung noch einmal, indem sie den dafür verwendeten Zeitraum weiter einschränkte und nur noch 1734 Beobachtungen bis Ende April 2010 für ein gravitatives Modell (Modell „a8“) verwendete. Demnach bewegte sich der Komet ursprünglich auf einer elliptischen Bahn mit einer Exzentrizität von 0,999987 und einer Großen Halbachse von etwa 36.000 AE (Unsicherheit ±14 %) mit einer Umlaufzeit von etwa 6,7 Mio. Jahren. Es handelte sich definitiv um einen „dynamisch neuen“ Kometen aus der Oortschen Wolke, der zuvor noch nicht in Sonnennähe war.